# 22 Весов
22 Весов (лат. 22 Librae, HD 133800) — тройная звезда в созвездии Весов на расстоянии приблизительно 379 световых лет (около 116 парсеков) от Солнца. Видимая звёздная величина звезды — +6,404m.

## Характеристики
Первый компонент — белая звезда спектрального класса A1V. Радиус — около 2,89 солнечных, светимость — около 29,66 солнечных. Эффективная температура — около 8017 К.
Второй компонент удалён на 11,1 угловых секунд.
Третий компонент удалён на 35,7 угловых секунд.